# کریم‌آباد (تهران)
کریم‌آباد (تهران)، روستایی از توابع بخش آفتاب شهرستان تهران در استان تهران ایران است.

## جمعیت
این روستا در دهستان آفتاب قرار دارد و براساس سرشماری مرکز آمار ایران در سال ۱۳۸۵، جمعیت آن ۶۴ نفر (۱۸خانوار) بوده‌است.